# Benoît Andrez
Benoît Andrez (ou André, né à Liège en 1717 et mort à Liège le 12 janvier 1804 à 86 ans) est un imprimeur, graveur et éditeur de musique liégeois.
Il commence ses activités de graveur-imprimeur vers 1740 et cède son atelier à sa fille Jeanne vers 1788. Il aura publié une cinquantaine d'œuvres et recueils.

## Principales éditions
- Hubert Renotte, 6 sonates à 3 parties, op. 2, vers 1740.
- Jean-Jacques Robson, Piesce de clavecin, op. 1, 1749.
- Jean-Noël Hamal, 6 sinfonie da camera a 4, op. 2, 1750.
- Benoît Andrez et Jean Joiris, Recueil de contredanses angloises, vers 1753[1].
- Benoît Andrez et Jean Joiris, Recueil de contredanses angloises, op. 2, vers 1754.
- Benoît Andrez et Jean Joiris, Recueil de contredanses angloises, op. 3, vers 1757.
- L'Écho, ou Journal de musique françoise et italienne, 1758-1773.
- Ludus melothedicus ou le Jeu de dés harmoniques, 1759[2].
- Herman-François Delange, 6 simphonies à 6 parties, op. 6, 1760.
- Benoît Andrez et Jean Joiris, Recueil de contredanses angloises, op. 4, vers 1760.
- Placidus von Camerloher (de), 6 sinfonie, op. 2, vers 1760.
- Guillaume-Gommar Kennis, 6 grands duos de violon, 1761.
- Placidus von Camerloher (de), 6 sinfonie, op. , 1762.
- Benoît Andrez, Recueil de contredanses, op. 5, vers 1762.
- Philidor, Le Bûcheron ou les Trois Souhaits, 1763.
- Benoît Andrez, Recueil de contredanses, op. 6, 1764[3].
- Herman-François Delange, 6 grandes symphonies à 8 parties, op. 7, 1764.
- Friedrich Schwindl, 6 grandes simphonies à 8 parties, op. 3, 1765.
- Herman-François Delange, 6 grandes symphonies à 8 parties, op. 9, 1766.
- Herman-François Delange, 6 grandes symphonies à 8 parties avec des menuets, op. 10, 1767.
- Luigi Boccherini, 6 sinfonie, op. 4, 1768.
- François Krafft, Sei sonate per il cembalo, op. 4, s.d.
- Maddalena Laura Sirmen, Six duos pour violon, op. 4, 1775.